# Kurdos en Palestina
Los kurdos en Palestina (kurdo: Kurdên Filistînê; árabe: اكراد فلسطين, akrad filisteen) son palestinos con ascendencia kurda. El origen de estos individuos se remonta al pueblo kurdo, que históricamente ha vivido en la región, especialmente en zonas como Hebrón y Gaza.

## Historia y núcleos de población

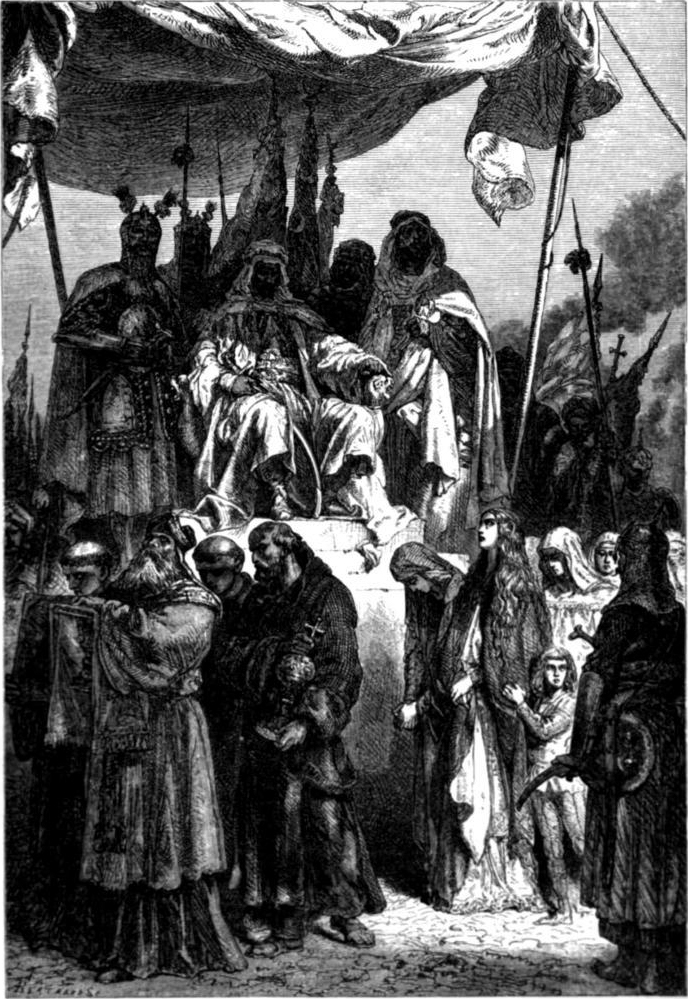
Saladino fue un sarraceno de origen kurdo que conquistó Palestina en el

Los orígenes de algunos kurdos palestinos se remontan a la época de las conquistas de la dinastía kurda ayubí durante las Cruzadas. Los gobernantes ayubíes establecieron muchas tribus kurdas en Palestina para asegurar las fronteras de su imperio. Muchos clanes kurdos llegaron también a Palestina en períodos post-ayubíes, especialmente en tiempos de los otomanos. Los kurdos son la minoría étnica más numerosa de Cisjordania.

### Gaza
Los kurdos comenzaron a establecerse en la actual Franja de Gaza durante el gobierno de Saladino de la dinastía ayubí en Palestina. Algunos de los comandantes de Saladino construirían castillos en Gaza y hasta el día de hoy, muchos palestinos de ascendencia kurda viven todavía  en Gaza. Estos se encuentran totalmente arabizados y ya no hablan kurdo, pero todavía se sienten conectados con su identidad.

### Hebrón
El musulmán kurdo Saladino se apropió nuevamente de Hebrón en 1187. Según cuenta una tradición antigua, habría obtenido una vez más apoyo judío a cambio de una carta de seguridad que les permitiese regresar a la ciudad y construir allí una sinagoga. En ese entonces, el nombre de la ciudad fue cambiado a Al-Khalil. Durante el primer período del dominio otomano todavía existía un barrio kurdo en la ciudad. Ricardo Corazón de León retomaría la ciudad poco después. Posteriormente, Ricardo de Cornualles, fue traído desde Inglaterra para resolver las peligrosas disputas entre templarios y hospitalarios, cuya rivalidad ponía en peligro el tratado estipulado con el sultán egipcio As-Salih Ayyub, que garantizaba la estabilidad regional. Finalmente, conseguiría imponer la paz en la zona. Pero poco después de su partida, estalló una disputa y en 1241 los templarios lanzaron una incursión devastadora en lo que para entonces era el Hebrón musulmán, rompiendo los acuerdos.
Algunos afirman que hasta un tercio de los habitantes de Hebrón (166.000) son de origen kurdo, y que incluso llegaron a tener barrios propios, como Harat al-Akrad (en español: el barrio de los kurdos).

## Demografía
La comunidad kurda no arabizada en Palestina es pequeña y se estima que cuenta con entre 2.000 y 3.000 personas. Estas residen principalmente en zonas urbanas, donde se han integrado a la sociedad palestina, manteniendo al mismo tiempo su identidad cultural distintiva.
Los kurdos han estado viviendo en la ciudad de Hebrón desde la conquista de Palestina por Saladino, convirtiéndose, junto con Jerusalén y Gaza, en el hogar de palestinos de ascendencia kurda. Se estima que casi un tercio de la población de Hebrón es de origen kurdo.  El barrio kurdo, conocido como Harat al-Akrad, todavía existe en la ciudad hoy en día.

## Personas notables
- Ghassan Kanafani [9]

### Obras citadas
- Gil, Moshe (1997 [1983]). A History of Palestine. (en inglés. Traducido por Ethel Broido.). Cambridge: Cambridge University Press. pp. 634-1099. ISBN 0-521-59984-9.
- Runciman, S. (1965c). A History of the Crusades:The Kingdom of Acre and the Later Crusades. Penguin Books. ISBN 978-0-521-34772-3. Consultado el 26 de julio de 2011.
- Sharon, M. (2003). «Palestine Under the Mameluks and the Ottoman Empire (1291–1918)».  En Avi-Yonah, M., ed. A History of Israel and the Holy Land. Continuum International Publishing Group. pp. 272-322. ISBN 978-0-8264-1526-4. Consultado el 20 de julio de 2011.

- Datos: Q30636374